# Любимов Олександр Васильович
Олександр Васильович Любимов (12 квітня 1898, місто Москва, тепер Російська Федерація — 5 червня 1967, місто Москва) — радянський державний діяч, народний комісар (міністр) торгівлі СРСР, народний комісар внутрішньої торгівлі РРФСР, голова правління Спілки споживчих товариств РРФСР. Член Центральної Ревізійної Комісії ВКП(б) у 1939—1952 роках. Депутат Верховної ради Російської РФСР 1-го і 4-го скликань. Депутат Верховної ради СРСР 2-го скликання.

## Життєпис
Народився в родині робітника. У 1912 році закінчив початкову школу.
З 1912 року працював на московських підприємствах: учень слюсаря, помічник механіка приватних механічних майстерень (1912—1914), робітник при холодильній машині в приватному торговому домі Прокоф'єва (1914—1917), слюсар заводу «Бромлей» (1917—1918).
У 1918—1923 роках служив у Червоній армії рядовим червоноармійцем 1-го радянського кінного полку.
У 1923—1925 роках — пожежник Московської пожежної охорони.
Член РКП(б) з липня 1924 року.
У 1925—1930 роках — робітник, майстер миловарної (парфумерної) фабрики «Свобода» в місті Москві. У 1929 році закінчив вечірню профспілкову школу в Москві.
У 1930—1931 роках — секретар осередку ВКП(б) на фабриці «Свобода» в Москві.
У березні 1931 — серпні 1932 року — голова Октябрської районної ради профспілок міста Москви.
У серпні 1932 — січні 1934 року — заступник голови Октябрської районної ради міста Москви із робітничого постачання.
У січні 1934 — квітні 1936 року — голова Октябрської районної споживчої спілки міста Москви; директор Октябрського районного харчоторгу міста Москви.
21 квітня 1936 — 4 листопада 1937 року — голова Комінтернівської районної ради депутатів трудящих міста Москви.
У листопаді 1937 — січні 1939 року — народний комісар внутрішньої торгівлі (з січня 1938 року — торгівлі) Російської РФСР.
2 січня 1939 — 1 березня 1948 року — народний комісар (з 19 березня 1946 року — міністр) торгівлі СРСР. Знятий з посади «у зв'язку з незадовільною роботою».
У квітні 1948 — лютому 1949 року — член Бюро з торгівлі Ради міністрів СРСР.
У лютому 1949 — липні 1954 року — начальник Головного управління міської кооперативної торгівлі Центральної спілки споживчих товариств СРСР (Центроспілки) — заступник голови Центроспілки.
У липні 1954 — серпні 1957 року — голова правління Спілки споживчих товариств Російської РФСР (Росспоживспілки).
У 1957 році закінчив заочне відділення Вищої кооперативної школи в Москві.
З серпня 1957 року — персональний пенсіонер союзного значення в Москві.
Помер 5 червня 1967 року в Москві. Похований на Новодівичому цвинтарі Москви.

## Звання
- генерал-майор інтендантської служби (5.05.1942)
- генерал-лейтенант інтендантської служби (25.03.1943)

## Нагороди
- орден Леніна (.12.1944)
- медалі